# Потоци (Источни-Дрвар)
Потоци (серб. Потоци) —  населённый пункт (село) в Республике Сербской, Босния и Герцеговина. Центр общины Источни-Дрвар, которая относится к субрегиону Мрконич-Град региона Баня-Лука.

## Население
Численность населения села Потоци по переписи 2013 года составила 66 человек.
Этнический состав населения населённого пункта по переписи 1991 года:
- сербы — 26 (96,30 %),
- боснийские мусульмане — 1 (3,70 %),
- Всего: 27 чел.